# Furona corniculata
Furona corniculata är en skalbaggsart som först beskrevs av Bates 1885. Furona corniculata ingår i släktet Furona och familjen långhorningar.
Artens utbredningsområde är:
- Honduras.
- Nicaragua.
- Panama.

Inga underarter finns listade i Catalogue of Life.